# Philipp Jacob Spener

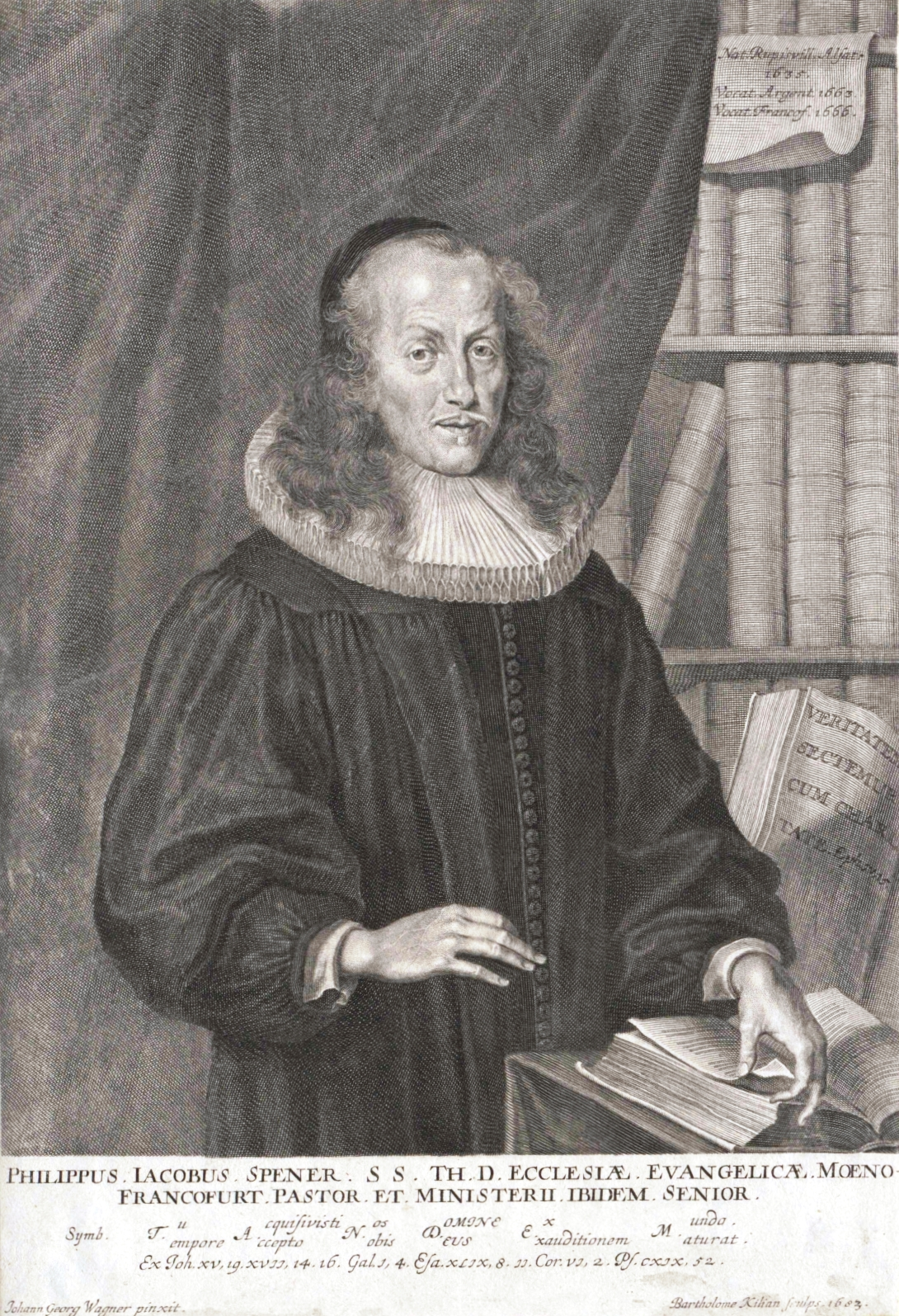
Philipp Jacob Spener, 1683

Philipp Jacob Spener (Ribeauvillé, 1635. január 13. – Berlin, 1705. február 5.) német teológus, a pietizmus egyik leghíresebb képviselője; a „pietizmus atyjának” is nevezik. Ezentúl a 17. század legjelentősebb genealógusa és egyik legkiválóbb heraldikusa. Christian Maximilian Spener apja.

## Élete

### Elzászi korai évei (1635–1666)
Evangélikus családban nőtt fel, ahol az uralkodó vallási légkört erősen befolyásolta Johann Arndt Igaz kereszténység című művei, a 17. századi lutheranizmus széles körben kedvelt áhítatos könyvei. Mindent olvasó lévén, Spener már kiskorában ismerkedett a németre fordított puritán művekkel, valamint evangélikus egyház reformálását célzó művekkel, amelyeknek a vallásos áhítat előmozdítása volt a célja.
Apja a von Rappolstein grófok szolgálatában álló hivatalnok volt. A fiú a colmari gimnáziumban eltöltött rövid idő után 1651-ben Strasbourgba ment, ahol a filológia, a történelem és a filozófia tanulmányozásának szentelte magát. 1653-ban magiszteri artium címet  szerzett. 
Strassburgi tanulmányai során (1651–59) érdeklődést mutatott az evangélikus ortodox gyakorlat megreformálása iránt. Különösen kifogásolta az egyházi struktúrák merevségét és az erkölcsi fegyelem hiányát a papság körében. A teológia mellett 1655 óta fő érdeklődési köre a genealógia (később a heraldika) volt, amelyet Johann Heinrich Boeckler polihisztornál tanult. 
Tanulmányai befejeztével hercegek magántanára lett, és filológiából és történelemből tartott előadásokat az egyetemen.
1659-től 1662-ig a bázeli, tübingeni és genfi egyetemeken tanult, és megkezdte a heraldikai tanulmányait, amelyeket egész életében folytatott. 
Bázelben Johann Buxtorf (1599-1664) vezetésével héberül tanult.
Genfben a jezsuitából lett református pietista francia képviselője, Jean de Labadie (1610–1674) nyűgözte le. Itt a vallásos nézetei a miszticizmus irányába fordultak.
Tübingeni hosszabb tartózkodása során különféle lépéseket tett a sváb pietizmus fejlődése felé. 
1663-ban visszatért Strasbourgba, ahol kinevezték prédikátornak a strasbourgi székesegyházba. 1664-ben doktorált teológiából. Doktori fokozatának megszerzése napján feleségül vette Susanne Erhardot, akitől később tizenegy gyermeke született.

### Frankfurti időszak (1666–1686)
Sok helyre hívták lelkipásztornak, majd 31 évesen, 1666-ban kinevezték főpásztornak Frankfurt am Mainban.
Itt adta ki két fő művét, a Pia desideria (1675) és az Allgemeine Gottesgelehrtheit (1680), és megkezdte a lelkipásztori munkának azt a formáját, amely a német pietista mozgalmat eredményezte.
Hangsúlyozta a fiatalok képzését és a katekizmus használatát, meghonosította a konfirmáció gyakorlatát, de szegényházak, árvaházak és munkásházak létesítését is szorgalmazta. Prédikációi, amelyek cselekvő hitre és fegyelmezett jámborságra buzdítottak, vegyes visszhangot váltottak ki a közösségben; részben a lelkesedést, részben az elutasítást, ahol az evangélikus megigazulási tan veszélyben volt. 1670-ben magánkonventulumot alapítottak, a collegium pietatis-t (házi csoport), amely eleinte az ő dolgozószobájában gyűlt össze, de 1682-ben, miután a létszám tovább nőtt, a Barfüsserkirche-be került. Az alapító tagok, például Johann Jacob Schütz azonban elfordultak és elszakadtak az evangélikus egyháztól.
Itt, Frankfurtban indult levelezése is magas pozíciójú emberekkel, ami fokozatosan hozzájárult ahhoz, hogy élete alatt Németország legbefolyásosabb pásztorává vált.

### Drezdai időszak (1686–1691)
Megelégelve a tevékenysége és írásai által kiváltott vitákat, elfogadott egy hívást a szászországi Drezdába, ahol 1686-ban III. János György választófejedelem káplánja lett.
Itt már nem collegia pietatis-t hozott létre , hanem inkább a katechetikai gyakorlatokra összpontosított. Ez idő alatt barátságot kötött August Hermann Franckéval, akinek lipcsei munkásságával a pietizmus 1687-től felismerhetően független teológiai és egyházpolitikai mozgalommá nőtte ki magát az evangélikus egyházon belül, amely elkülönült az evangélikus ortodoxiától. Spener lett a legbefolyásosabb mecénásuk, szóvivőjük és támogatójuk Drezdában, de még inkább Berlinben.

### Berlini időszak (1691–1705)
1691-ben Berlinbe költözött. A Szent Miklós-templom prépostjaként, az evangélikus konzisztórium tagjaként és a templomok felügyelőjeként most tevékenységének csúcsán volt. Élvezte Poroszország uralkodóházának és a német nemesség nagy részének bizalmát, és nagy szerepe volt abban, hogy Németország-szerte számos lelkészi hivatal megnyílt a pietista beállítottságú lelkészek kinevezése előtt.
Noha ő maga már nem tartott áhítatos gyűléseket, továbbra is a pietizmus erős szószólója maradt. Számos kiterjedt polémiával védte a pietizmus aggályait a lutheránus ortodoxia teológiai támadásaival szemben. A Halle-i Reform Egyetem megalapításakor a pietista és ortodoxiakritikus professzorok kinevezését szorgalmazta, többek között barátját és tanítványát August Hermann Franckét.
Élete végéig konzisztóriumi tanácsos volt. I. Frigyes porosz király évi 300 talléros évjáradékban részesítette.

## Teológiai munkássága
Spener német teológus próbált új szellemet önteni a 17. század formális lutheranizmusába. Következésképpen őt tekintik a pietizmus nevű mozgalom atyjának, amely az ő erőfeszítéseiből fakadt.
A pietista kifejezés gyökere ezekben a collegia pietatisban vagy a jámborság céheiben található, ahogy az összejöveteleket nevezték.
Művében javasolta a keresztény reform programját: laikus magángyűléseket kell létrehozni, hogy a hívők jobban megértsék a Szentírás tanításait. Hangsúlyozta az egyetemes papságot, az erényes életvitel szükségességét, valamint a keresztények tökéletes egyesülését az imádságban, a jó példamutatásban és a higgadt vitában. Támogatta a szemináriumi képzés reformját is, hogy nagyobb hangsúlyt kapjon a lelki olvasmány és a szentírás-tanulmányozás. A Pia desideria című művét néhányan lelkesedéssel fogadták; mások attól tartottak, hogy nem hangsúlyozzák a dogmákat.
Műveinek fő hangsúlya a pietizmusra jellemző, nevezetesen a vallási megújulásnak a szükségessége, Isten újjászülető és megtartó jelenléte tudatos megtapasztalásának lehetősége, az istentisztelet és a megfelelő irodalom általi folyamatos lelki táplálék kívánatossága, az Isten és az emberek iránti szeretetben megnyilvánuló szent élet, a hasonló gondolkodású emberek vallásos közösségének igénye, valamint az egyház megreformálásának reménye a bűnös világ újraformálása érdekében. Spener főként az egyház jobb jövőjéről szóló, gyakran hangoztatott elképzelése miatt tiltakozott, ami arra utalt, hogy az egyháznak meg kell újulnia; a vallásoktatáshoz és az életmódhoz való ragaszkodásáért, amelyet tiltakozásnak szánt a korabeli erkölcsi lazaság ellen. Ez ellenfelei szemében túlbuzgónak mutatta; és a zártkörű összejövetelek (collegia pietatis) szervezése miatt, amelyekről úgy gondolták, hogy potenciálisan széttörhetik az egyházat.

## Írásai
A termékeny író volt, sok száz levelet publikált; prédikációk; oktatói és katechetikai traktátusok; genealógiai, történelem- és heraldikai munkák; és polemikus jellegű írások maradtak utána. 
Legnagyobb hatású munkája a Pia desideria, vagyis a szívből jövő vágy az igaz evangélikus egyház Istennek tetsző fejlesztésére, számos keresztény javaslattal együtt, amelyek egyszerűen ennek a célnak szolgáltak, 1675-ben jelent meg. Ebben dolgozta ki reformprogramját, amely a pietizmus vezérelvévé vált.

## Heraldikai munkássága
1662 tájától kapcsolatban állt a kora legnevesebb heraldikusával, Ménestrier-vel, akitől hathatós ösztönzést kapott heraldikai kutatásaihoz. Már Szászország címerének 1668-as leírásában elvetette a címerek szimbolikus értelmezését, mely korának általános szemlélete volt, és elsőként kezdte kutatni a címerek létrejöttének történeti hátterét.
Heraldikai főműveit latinul írta. 1680-ban jelent meg a Historia insignium illustrum című speciális rész, és 1690-ben, Frankfurtban az Insignium theoria című elméleti rész. A két rész együtt Opus heraldicum címen jelent meg (második kiadása 1717).
Az akkoriban magasan fejlett francia címerelméletet jól össze tudta egyeztetni a német heraldikai sajátságokkal. Új címerleírási rendszert is létrehozott A pajzsot és a sisakot már a címer fő alkotórészeinek tekintette, melyekhez a többi címerrész is igazodik. A színek és a címerábrák beosztásánál is következetes klasszifikációs elvet követett. Ezen eljárás fő alapelvei a mellékjegyek, koronák, kalapok és süvegek, valamint a beszélő címerek voltak. Ezen rendszerrel megalapozta a modern tudományos heraldikát és nagy hatást gyakorolt a későbbi szerzőkre. Magyarországon Pápai Páriz Ferenc Ars heraldica című műve tartozik ide. Spener hatására a heraldikai művek tömege jelent meg németül, de elveit egyre inkább félreértelmezték, ami a heraldika hanyatlásához vezetett.

### Insignium theoria
Heraldikai művének elméleti része 1690-ben jelent meg Insignium theoria címmel. Beosztása a következő: Proglomena – itt foglalkozik a címertudománnyal (scientia heroica) és a címerművészettel (ars armoralis). Az első fejezetben kísérletet tesz a fogalmak etimológiai magyarázatára és pontos meghatározására. A második fejezetben a pajzs alakjáról, helyzetéről, felosztásáról és összetételéről értekezik. A negyedik fejezetben a mázakkal, az ötödikben a mesteralakokkal, majd a címerképekkel foglalkozik. A hetedikben a pajzs külső tartozékait, a címerrészeket és -tartozékokat tárgyalja, a nyolcadikban a címertörést magyarázza.

## Művei magyarul
- Payr Sándor: A pietismus paedagogikája. Spener, Francke és a magyar pietista nevelők; Wigand Ny., Pozsony, 1908.
- Pia desideria – Istenfélő kívánságok. Egy ébredés gyökerei, Primo Kiadó, Dabas, 1993.[13]

## Bibliográfia
- Veronika Albrecht-Birkner (Hrsg.): Hoffnung besserer Zeiten. Philipp Jacob Spener und die Geschichte des Pietismus. Verlag der Franckeschen Stiftungen, Halle/Saale 2005, ISBN 3-931479-71-4
- Werner Bellardi: Die Vorstufen der Collegia pietatis bei Philip Jacob Spener. Brunnen-Verlag, Giessen 1994, ISBN 3-7655-9388-5
- Ludwig Biewer: Philipp Jakob Spener als Heraldiker. Ein kleiner Beitrag zu dem 300. Todestag eines großen Theologen. In: Der Herold, Bd. 16 (2005), Heft 17, 493 ff.
- Dietrich Blaufuß: Spener-Arbeiten. Quellenstudien und Untersuchungen zu Philipp Jacob Spener und zur frühen Wirkung des lutherischen Pietismus. Zweite, verbesserte und ergänzte Auflage. Lang, Bern [u. a.] 1980, ISBN 3-261-04761-5
- Reinhard Breymayer: Der "Vater des deutschen Pietismus" und seine Bücher. Zur Privatbibliothek Philipp Jakob Speners. In: Eugenio Canone (Hrsg.): Bibliothecae selectae da Cusano a Leopardi (Lessico Intellettuale Europeo; 58). Leo S. Olschki Editore, Firenze 1993, ISBN 88-222-4104-5, 299–331.
- Wolfgang Bromme: Nicht nur fromme Wünsche. Philipp Jacob Spener neu entdeckt. Spener-Verlag, Frankfurt/M. 2000, ISBN 3-930206-56-0
- Hyeung-Eun Chi: Philipp Jacob Spener und seine Pia desideria. Die Weiterführung der Reformvorschläge der Pia desideria in seinen späteren Schriften. Lang, Frankfurt/M. 1997, ISBN 3-631-49393-2
- Albrecht Haizmann: Erbauung als Aufgabe der Seelsorge bei Philipp Jakob Spener. Vandenhoek & Ruprecht, Göttingen, 1997, ISBN 3-525-62351-8
- Markus Matthias: Collegium pietatis und ecclesiola. in: Pietismus und Neuzeit, Bd. 19 (1993), 46–59.
- Johannes Wallmann: Philipp Jakob Spener und die Anfänge des Pietismus. Mohr, Tübingen 1986, ISBN 3-16-144979-7
- Johannes Wallmann: Der Pietismus. Vandenhoek & Ruprecht, Göttingen 2005, ISBN 3-8252-2598-4
- Spener Jakab Fülöp: Pia desideria. Istenfélő kívánságok. Egy ébredés gyökerei; ford. Rejtő Mária, sajtó alá rend. Asztalos Zoltán, előszó Szabó László; Primo, Bp., 1993

Heraldikai műve online: mateo/camenaref/spener.html